# Марк Лоллий (консул 21 года до н. э.)
Марк Ло́ллий (лат. Marcus Lollius; умер во 2 году, Рим, Римская империя) — римский государственный и военный деятель, ординарный консул 21 года до н. э. По окончании консульства управлял провинцией Македония.

## Биография
Сын Марка Лоллия, возможно, родом из Ферентина. Относительно его происхождения и родственных связей выдвигались разные гипотезы, основанные на толковании слов императора Клавдия, пересказанных Тацитом. В частности, предполагалось, что он мог быть сыном кого-то из рода Аврелиев Котт, и был усыновлен плебеем Лоллием. Рональд Сайм считает эти предположения недостаточно обоснованными, однако, родственные связи Лоллия с кланом Аврелиев, родственников Цезаря по женской линии, представляются весьма вероятными и могут объяснять его близость к императору Августу.
Возможно, Марк Лоллий входил в число приближённых Октавиана с самого начала политической деятельности последнего. Согласно альтернативной гипотезе, он служил легатом у Марка Юния Брута, находясь среди проскрибированных 2-м триумвиратом. После  разгрома при Филиппах, выдав себя за раба, Лоллий сумел спасти свою жизнь, а затем добиться помилования у Октавиана. В 31 году до н. э. он был одним из легатов Октавиана в битве при Акции. Эта версия основана на анекдоте, рассказанном Аппианом, но тот приводит лишь преномен персонажа, а родового имени не сообщает. Впрочем, отождествление героя рассказа Аппиана с Лоллием представляется весьма сомнительным.
В 25 году до н. э. Марк Лоллий в ранге легата-пропретора был назначен первым наместником Галатии, аннексированной после смерти царя Аминты и превращённой в римскую провинцию. На вверенной ему территории Марк Лоллий вёл военные действия с горным племенем гомонадов, включил вооружённые силы Галатского царства в состав римской армии (XXII Дейотаров легион).
На 21 год до н. э. он был избран ординарным консулом. Его коллегой должен был стать сам Август, но тот отказался, так как был занят решением парфянского вопроса. Довыборы второго консула привели к беспорядкам в Риме. Вместе со своим коллегой, Квинтом Эмилием Лепидом, Марк организовал ремонт Фабрициева моста, связывавшего с городом остров Тиберина.
Около 19—18 до н. э. был проконсулом Македонии и оказал помощь Реметалку, дяде и опекуну сыновей фракийского царя Котиса. Совершив поход во Фракию, подчинил племя бессов. В 17 до н. э. находился в Риме, 1—3 июля в составе коллегии квиндецемвиров священнодействий участвовал в Секулярных играх. В том же году был послан наместником в Галлию. Потерпел крупное поражение от германских племен сугамбров, узипетов и тенктеров, переправившихся через Рейн и разграбивших приграничные области. Германцы полностью разгромили V легион и захватили легионного орла.
После этого тяжелого поражения Лоллий больше не получал командования войсками, но при этом остался в милости у принцепса. Во время Восточного похода Гая Цезаря был назначен, вместе с Сульпицием Квиринием, советником внука императора и фактическим руководителем миссии (comes et rector). По словам Тиберия, Лоллий во время визита Гая Цезаря на Родос всячески старался настроить наследника против него. В ходе урегулирования на Востоке и переговоров с парфянами Лоллий впал в немилость у Гая. По словам Веллея Патеркула, ходили слухи, будто парфянский царь Фраат V сообщил римскому наследнику о вероломстве и измене Лоллия. Сам Веллей, участвовавший в этом походе, и, по-видимому, лично знакомый с Лоллием, характеризует его как человека, ставившего личную наживу превыше всего, и заявляет, что тот «был порочен во всем, но более всего — лицемерен». Исследователи предполагают, что Лоллий мог брать взятки от царей клиентских государств и восточных династов в обмен на благоприятное решение тех или иных вопросов, даже в ущерб римским интересам.
Веллей Патеркул пишет, что Лоллий умер через несколько дней после заключения Евфратского соглашения между Гаем и Фраатом, и он не знает, «случайной или добровольной» была его смерть. Плиний Старший же определенно заявляет, что Лоллия заставили принять яд, а причиной было то, что он разграбил провинцию.

## Семья
Р. Сайм предполагает, что Лоллий мог быть женат на дочери Марка Аврелия Котты, сына Гая Аврелия Котты, консула 75 года до н. э. Их сыном был Марк Лоллий, сенатор и предполагаемый консул-суффект 13 года, отец Лоллии Паулины, жены императора Калигулы. Плиний Старший с гневом пишет, что на церемонии бракосочетания своими глазами видел наряд невесты, украшенный драгоценностями на сумму в 40 миллионов сестерциев, и это была только часть колоссального состояния, награбленного её дедом в провинциях.
Существует также предположение, что его сыном мог быть Лоллий Максим, римский командир, адресат посланий Горация.